# Joe Kelly (Formule 1)

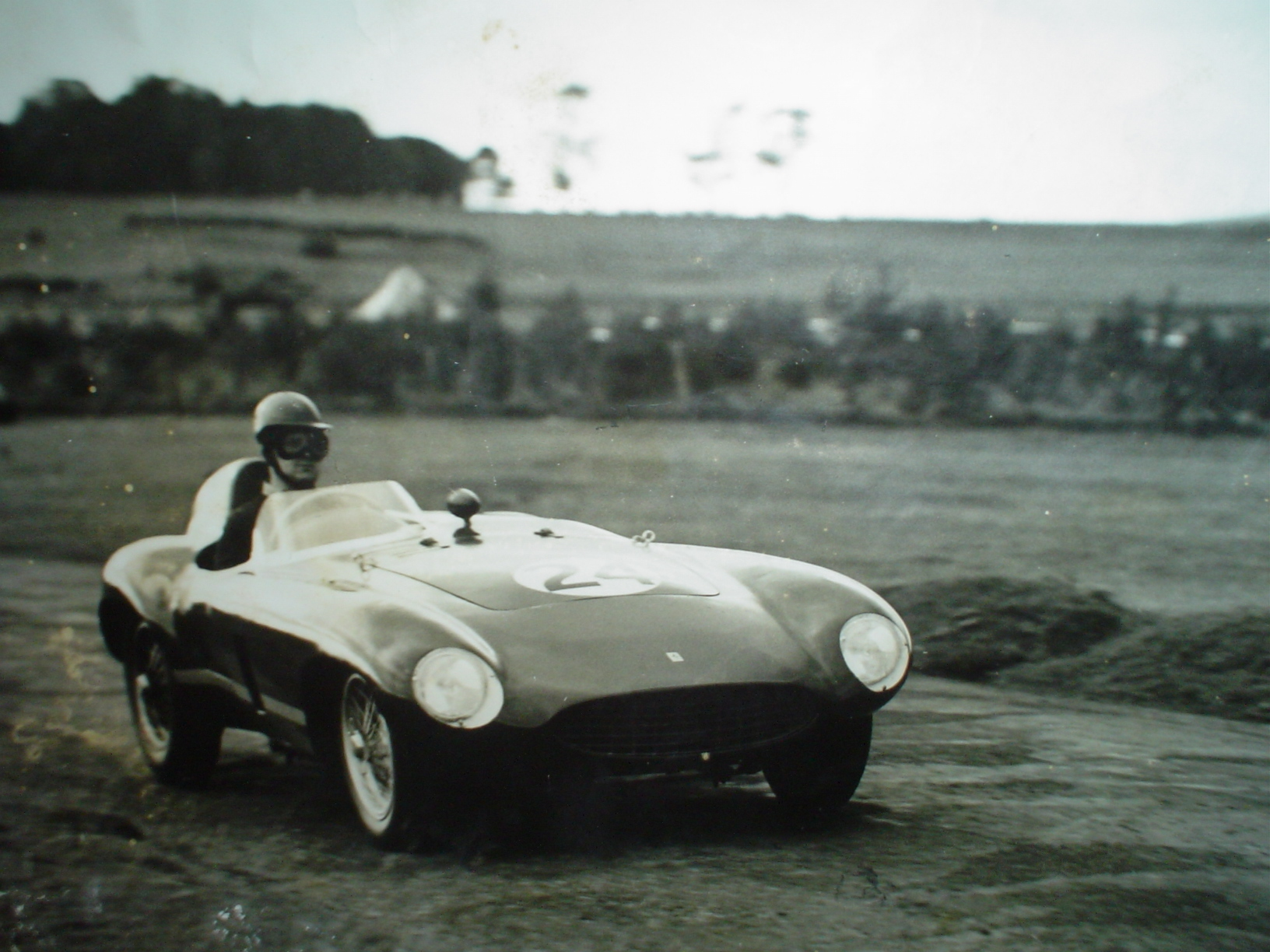
Joe Kelly

Joe Kelly (Dublin, 13 maart 1913 – Neston (Cheshire), Engeland, 28 november 1993) was een Formule 1-coureur uit Ierland. Hij reed tussen 1950 en 1951 2 Grands Prix voor het team Alta, maar scoorde hierin geen punten.